# Táp, Győr-Moson-Sopron
Táp  este un sat în districtul Pannonhalm, județul Győr-Moson-Sopron, Ungaria, având o populație de 750 de locuitori (2011). 

## Demografie
Componența etnică a satului Táp
     Maghiari (98,65%)
     Necunoscut (0,9%)
     Germani (0,45%)
     Alții (0,9%)
Componența confesională a satului Táp
     Reformați (34,93%)
     Fără religie (3,07%)
     Necunoscută (60,67%)
     Alte religii (2,53%)
Conform recensământului din 2011, satul Táp avea 750 de locuitori. Din punct de vedere etnic, majoritatea locuitorilor (98,65%) erau maghiari. Apartenența etnică nu este cunoscută în cazul a 0,9% din locuitori. Nu există o religie majoritară, locuitorii fiind reformați (34,93%) și persoane fără religie (3,07%). Pentru 60,67% din locuitori nu este cunoscută apartenența confesională.